# Ordnance Survey

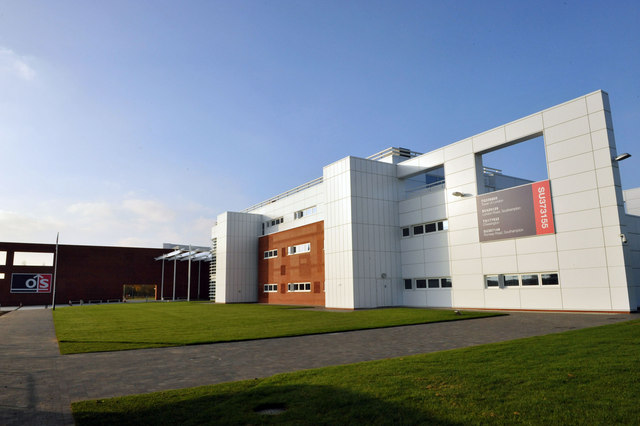
Das neue Hauptgebäude des Ordnance Survey in Adanac Park, Southampton

Der Ordnance Survey ist eine ausführende Behörde der Regierung des Vereinigten Königreiches. Ihre Aufgabe ist die nationale Landesvermessung Großbritanniens. Sie gehört zu den weltgrößten Kartenherstellern.
Der Name spiegelt die ursprünglich militärische Bestimmung der Organisation wider, die Großbritannien während der Napoleonischen Kriege unter der Bedrohung einer französischen Invasion vermessen sollte. Ihr Logo enthält den heraldischen Breitpfeil des damaligen Kriegsministeriums.

## Geschichte

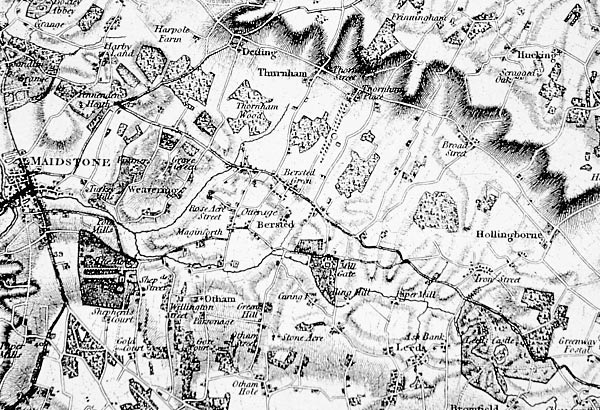
Ausschnitt der ersten Inch-to-the-Mile Karte von 1801

Die Wurzeln des Ordnance Survey reichen bis in das Jahr 1747 zurück, als Lieutenant Colonel David Watson, ein Offizier des Corps of Royal Engineers, in den Nachwirren des Aufstands der Jacobiter 1745 die Zusammenstellung einer Karte der schottischen Highlands vorschlug, um die endgültige Niederschlagung des Aufstands zu erleichtern. König Georg II. reagierte darauf, indem er eine militärische Erkundung in Auftrag gab, und Watson als Verantwortlichen für das Unternehmen unter das Kommando des Duke of Cumberland stellte. Watsons Assistenten waren unter anderem William Roy, Paul Sandby und John Manson. Die Geländeaufnahme wurde im Maßstab von einem Zoll zu 1000 Yards erstellt (Maßstab 1:36.000). Vor allem die Arbeit von Watson und Roy resultierte schließlich in einer Karte, The Duke of Cumberland’s Map, die sich heute im British Museum befindet.
Roy war später bei den Royal Engineers einer der Hauptverantwortlichen für den britischen Anteil bei der Englisch-Französischen Trigonometrischen Vermessung zur Bestimmung der relativen Positionen der britischen und französischen königlichen Observatorien. Diese Arbeit war der Ausgangspunkt für die Principal Triangulation of Great Britain, die zwischen 1791 und 1853 stattfindende Basismessung Großbritanniens, und führte auch zur Gründung des Ordnance Survey. Unter Roys Leitung begann die Arbeit des Surveys im Jahr 1790 mit einer im Auftrag des Board of Ordnance, eines Vorgängers des heutigen Ministry of Defence, durchgeführten Aufnahme der Südküste von England. Roy setzte mit seinem technischen Können und dem ihm eigenen Führungsvermögen den hohen Standard, für den der Ordnance Survey bekannt wurde.
1791 erhielt die Direktion den neuen Ramsden-Theodolit, einen verbesserten Nachfolger der bisher genutzten Geräte, und die Kartierung von Südengland wurde in Angriff genommen. Bei diesem Unternehmen wurde eine Basislinie benutzt, die Roy selbst aufgenommen hatte und die durch den heutigen Flughafen Heathrow verläuft. Zur Zweihundertjahrfeier des Vermessungsbeginns wurde ein Satz von Briefmarken herausgegeben, der Karten der Ortschaft Hamstreet in Kent zeigt.
1801 wurde die erste One-Inch-to-the-Mile-Karte (Maßstab 1:63.360) veröffentlicht. Der Survey of Kent zeigte die Grafschaft Kent; ihr folgte kurze Zeit später eine Karte der Grafschaft Essex. Die Karte von Kent wurde privat veröffentlicht und hört an den Grenzen der Grafschaft auf, während die Essex-Karte vom Ordnance Survey herausgegeben wurde, und die Grenzen der Grafschaft ignoriert. Diese Vorgehensweise wurde bei allen späteren Karten des Ordnance Surveys beibehalten.
Während der nächsten 20 Jahre wurde ungefähr ein Drittel von England und Wales im One-Inch-to-the-Mile-Maßstab kartiert. Es war eine aufreibende Arbeit: Major Thomas Colby, später der am längsten amtierende Generaldirektor des Ordnance Survey, lief 1819 auf einer Erkundungstour knapp 950 km in 22 Tagen. Colby ging 1824 mit seinen Mitarbeitern nach Irland, um ein Kartenwerk im Maßstab Six-Inches-to-the-Mile (1:10.560) aufzunehmen. Die Erfassung von Irland war 1846 abgeschlossen.
Colby hatte nicht nur mit der Entwicklung von speziellen Messinstrumenten zu tun. Er setzte die systematische Sammlung von Örtlichkeitsnamen (Toponymen) durch und gestaltete den Ablauf der Kartenherstellung um, so dass deutliche und genaue Karten entstanden. Er war ein Verfechter des Grundsatzes, dass der Leiter des Ordnance Survey ein Beispiel an vorderster Stelle bieten müsse, reiste mit seinen Angestellten, half mit beim Aufbau der Basislager und organisierte Partys mit enormen Plumpuddings auf Berggipfeln, wenn die jeweilige Kampagne kurz vor dem Abschluss stand.

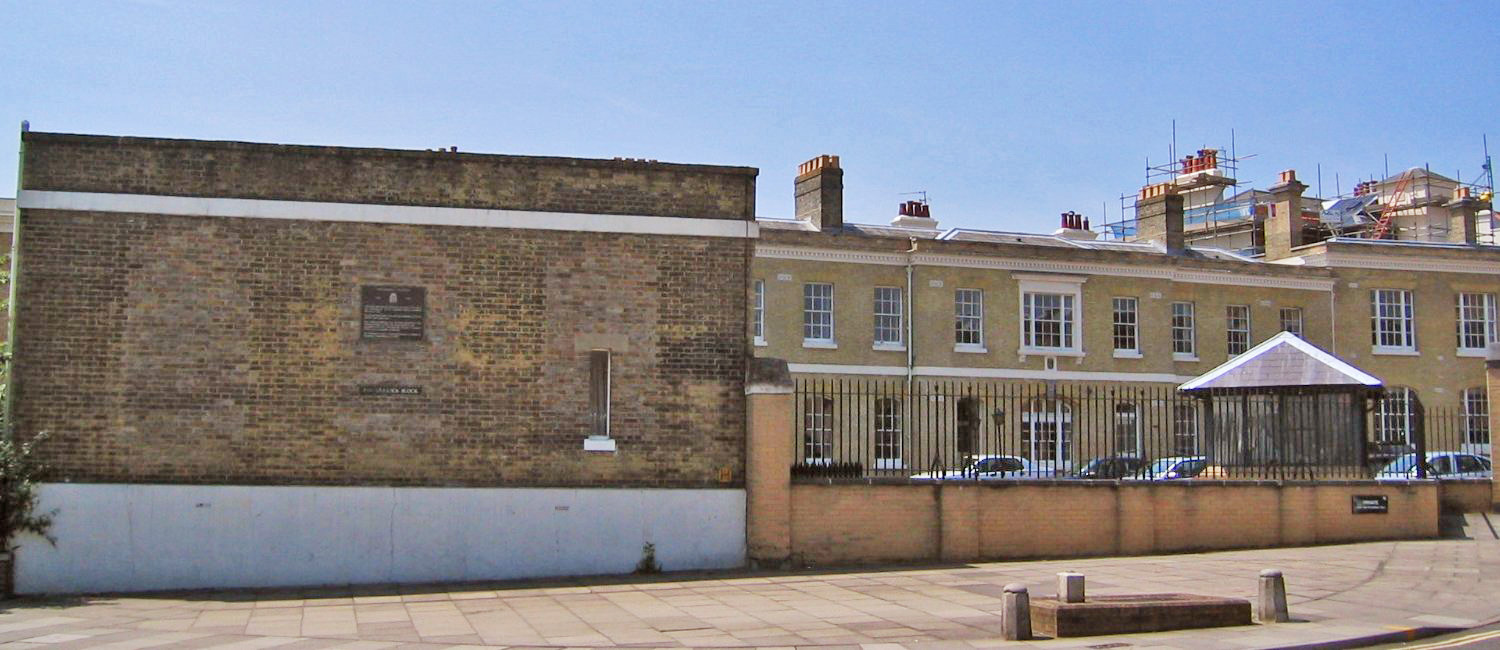
Reste der alten Geschäftsstelle des Ordnance Survey in London Road, Southampton: heute Teil des Gerichts-Komplexes

Nachdem die ersten Karten Irlands Mitte der 1830er erschienen, führte der Tithe Commutation Act von 1836 zur Forderung von genaueren Karten mit dem Maßstab von Six-Inches-to-the-Mile auch für England und Wales. Die Regierung sucht ihr Heil in Ausflüchten, aber die Entwicklung der Eisenbahn erhöhte den Druck noch. 1841 wurde schließlich der Ordnance Survey Act erlassen, der das Betreten aller Grundstücke, auch privater, zum Zwecke der Landvermessung garantierte, und ein Six-Inch to the Mile Survey in England und Wales wurde geplant.
Die Landesaufnahme hatte anfänglich mit Schwierigkeiten zu kämpfen. Zunächst bedrohte 1841 der Brand des Grand Storehouse das Hauptquartier des Ordnance Survey im Tower of London. Danach entbrannte ein mehrjähriger Streit über den zu verwendenden Maßstab. Zu dieser Zeit war Major-General Sir Henry James der Generaldirektor des Surveys. Er erkannte, dass photographische Techniken die Anfertigung von Karten verschiedener Maßstäbe auf einfache und billige Weise ermöglichten, und entwickelte die Zinkografie. Über die Kartenproduktion hinaus wandte er das Verfahren auch bei national wichtigen Büchern an. So erschien zwischen 1861 und 1864 Grafschaft für Grafschaft ein Faksimile des Domesday Books. Für die Landesvermessung in England und Wales wurden schließlich verschiedene Maßstäbe beschlossen: Six Inches to the Mile (1:10.560) für nicht nutzbare Flächen wie Berge und Sumpfland, Twenty-Five Inches to the Mile (Maßstab zirka 1:2534) für ländliche Gebiete und noch größere Maßstäbe bis zu Ten Feet to the Mile (Maßstab 1:528) für dichte Besiedlung und Städte.
Nach dem Brand zog der Ordnance Survey nach Southampton um, und 1895 wurde der Twenty-Five Inch to the Mile Survey abgeschlossen. Zu diesem Zeitpunkt waren darüber hinaus etwas weniger als 400 Städte mit jeweils mehr als 4000 Einwohnern im größten Maßstab erfasst und die Ergebnisse veröffentlicht worden.

## Das 20. und 21. Jahrhundert

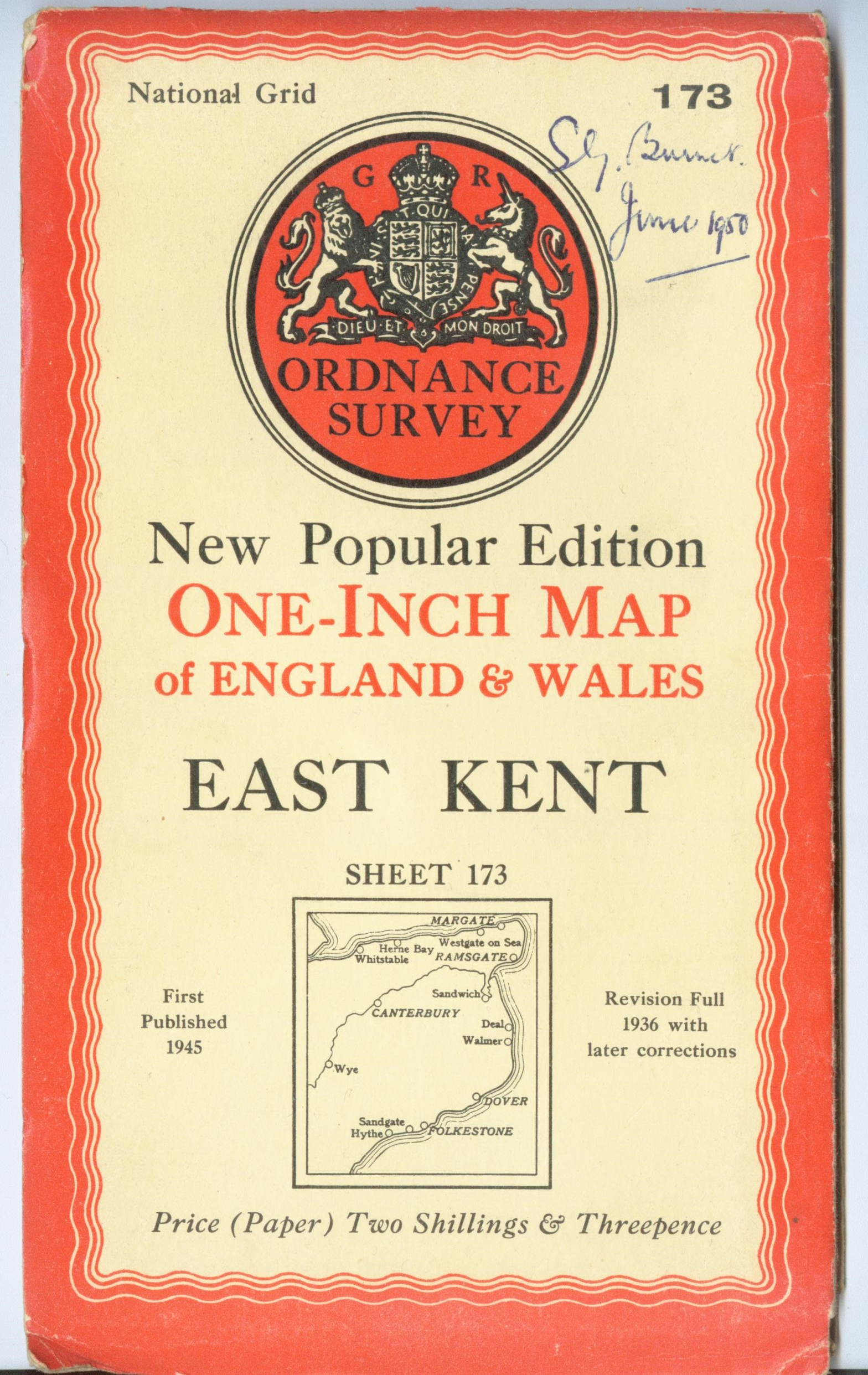
Vordere Umschlagseite der New Popular Edition (Maßstab 1 Inch to the Mile, 1:63.360), 1945

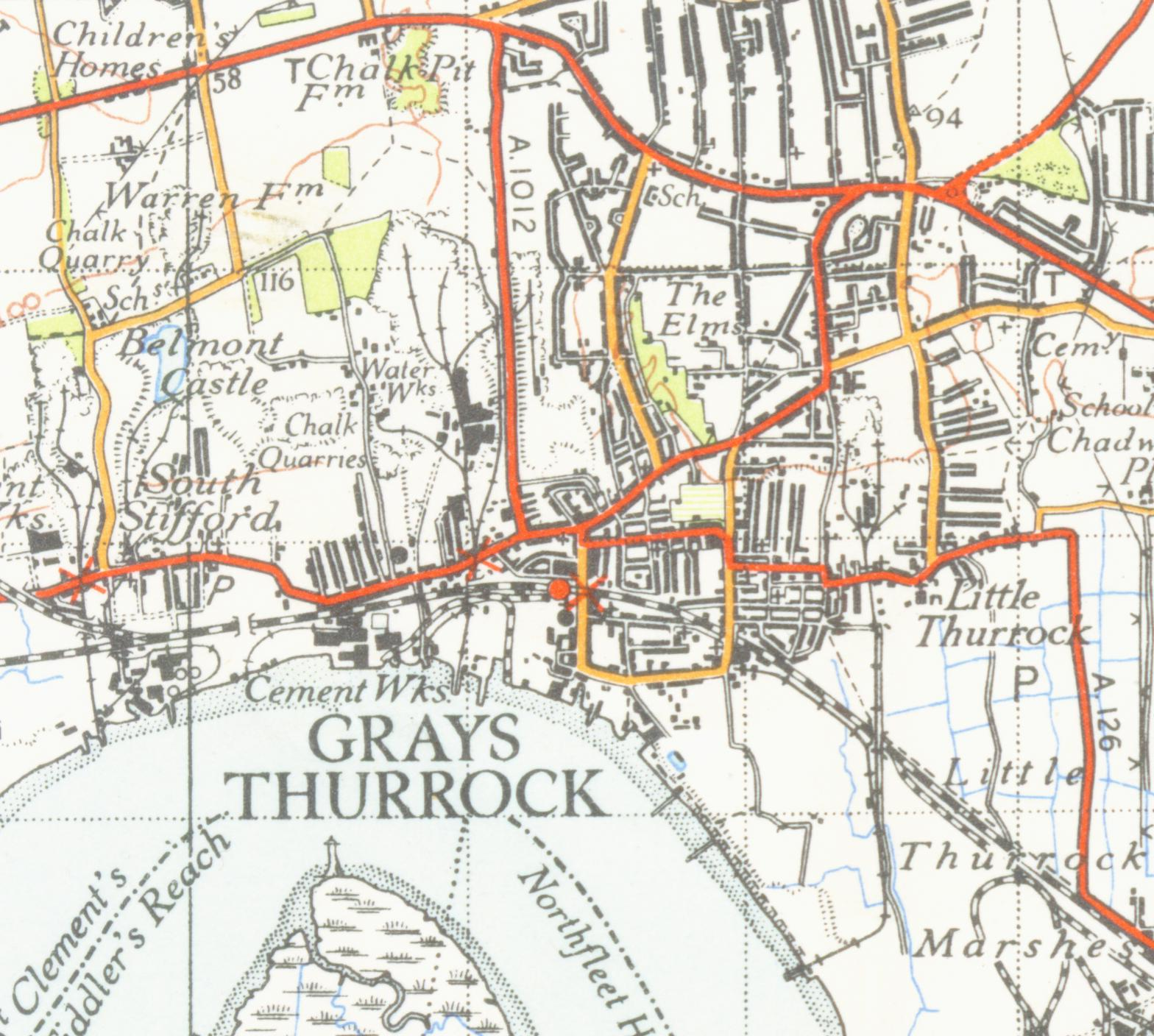
Ausschnitt einer Karte des Ordnance Survey. New Popular Edition (Maßstab 1 Inch to the Mile, 1:63.360), 1946

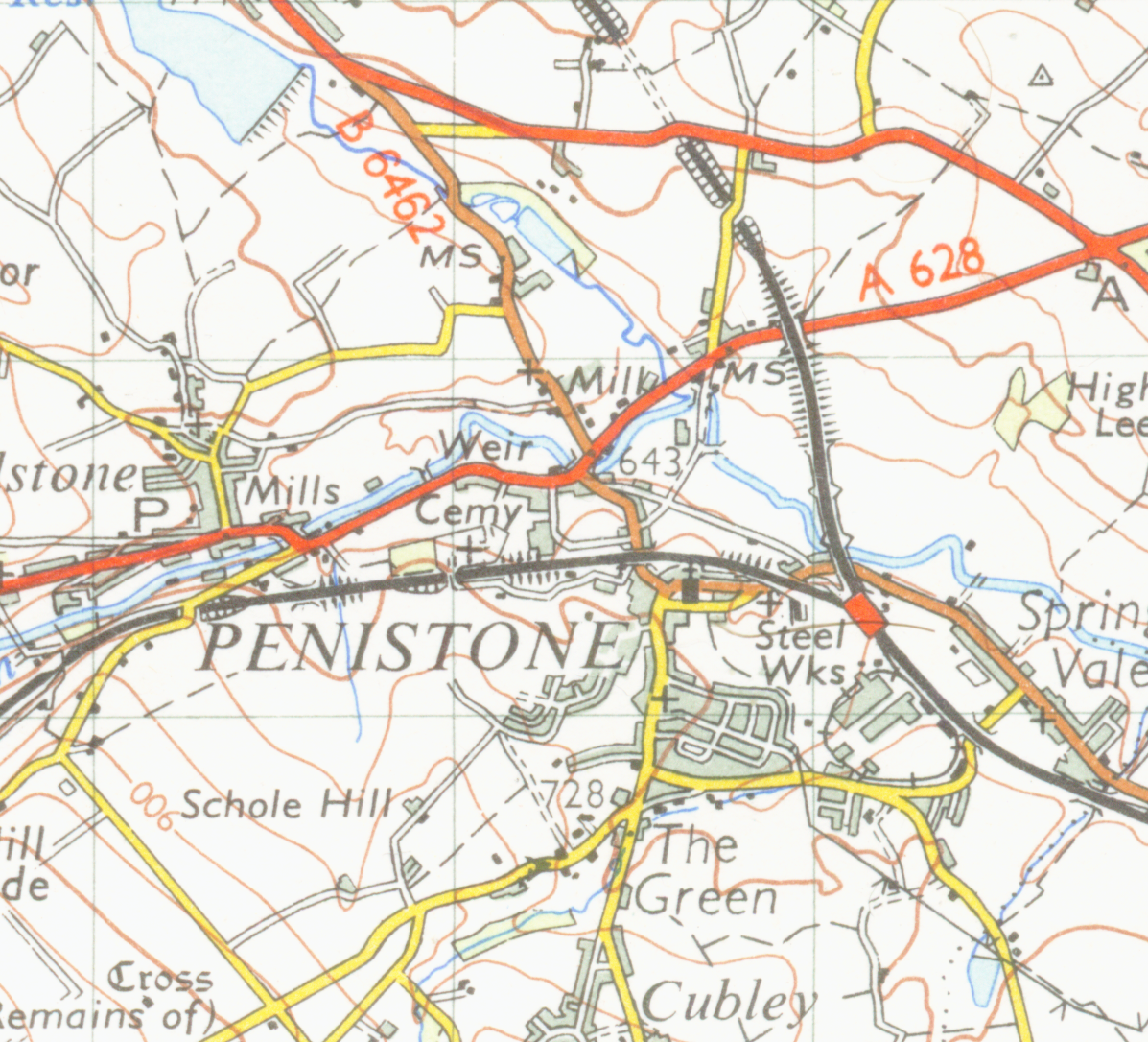
Karte von Penistone aus der 7. Auflage, 1954

Während des Ersten Weltkriegs war der Ordnance Survey an der Erstellung von Karten von Frankreich und Belgien zur internen Verwendung beteiligt. Nach dem Krieg entwickelte der damalige Generaldirektor Colonel Charles Close eine neue Marketing-Strategie unter Verwendung von Umschlag-Designs, die Ellis Martin entworfen hatte, um die Absätze im Sektor der Freizeitkarten zu steigern. 1920 wurde O. G. S. Crawford als Chef-Archäologe eingestellt, der eine bedeutende Rolle bei der Verwendung von Luftbildern in der Archäologie spielte.
1935 begann unter dem Generaldirektor Major-General Malcolm MacLeod die Neu-Triangulation von Großbritannien. Diese immense Aufgabe umfasste unter anderem die Errichtung von Triangulations-Säulen auf oft kaum zugänglichen Hügelkuppen oder Bergspitzen in ganz Großbritannien. Die Säulen waren knapp 1,2 m hohe, gewöhnlich rechteckige Säulen aus Steinmauerwerk oder Beton. Sie dienten als wenig störungsanfällige Festpunkte (Trigonometrische Punkte) für die mit Theodoliten durchgeführten Winkelmessungen, von denen jede nicht weniger als 32-mal durchgeführt wurde.
Im gleichen Jahr wurde das nach dem Vorsitzenden Viscount J. C. C. Davidson benannte Davidson Committee eingesetzt, um über die Zukunft des Ordnance Survey zu beraten. Der Abschlussbericht des Komitees erschien 1938. Das British national grid reference system, ein auf Großbritannien zugeschnittenes Koordinatensystem wurde festgelegt, mit dem Meter als Maßeinheit, und ein Kartenmaßstab von 1:25.000 versuchsweise eingeführt. Die One-Inch-Karten wurden dennoch weitere 40 Jahre verwendet, ehe sie durch Karten im Maßstab 1:50.000 ersetzt wurden – wie William Roy es schon mehr als zwei Jahrhunderte früher vorgeschlagen hatte.
Im Zweiten Weltkrieg wurden viele weitere Karten hergestellt, darunter:
- Antwerpen, Belgien, im Maßstab 1:40.000
- Brüssel, Belgien, im Maßstab 1:10.0000
- Südafrika, im Maßstab 1:5.000.000
- Italien, 1:250000
- Nordost-Frankreich, 1:50000
- Niederlande, 1:30.000, mit handgezeichnetem Umriss der von der deutschen Besatzungsarmee verwendeten Bezirke.

Der Ordnance Survey war über seine Gebäude im Zentrum von Southampton hinausgewachsen. Das Bombardement im November 1940 während des Blitz im Zweiten Weltkrieg hatte die meisten der Bürogebäude des Ordnance Survey zerstört, so dass ein Teil der Angestellten auf andere Gebäude in Southampton verteilt werden musste, oder auf vorläufige Ausweichquartiere in Chessington und Esher. Dort produzierten sie als Vorbereitung für die Invasion neben den oben genannten Karten in kleineren Maßstäben vor allem Karten im Maßstab 1:25.000 von Frankreich, Italien, Deutschland und eines Großteils der anderen europäischen Länder. Nach dem Krieg blieb der Ordnance Survey vor allem in Chessington, bis 1969 ein neu gebautes Hauptquartier in der Romsey Road in Maybush, einem Vorort von Southampton, eröffnet wurde. Einige der noch existierenden Gebäude der Anlage im Zentrum von Southampton sind heute Teil des dortigen Gerichts-Komplexes.
1995 vollendete der Ordnance Survey die Digitalisierung von insgesamt 230.000 Karten. 1999 wurde der Survey in einen Trading Fund (übersetzt etwa Handelsfonds) umgewandelt, so dass er heute finanziell nicht mehr direkt vom Finanzministerium (Her/His Majesties Treasury) verwaltet wird, sondern selbst seine Einnahmen gegen seine Ausgaben verrechnen kann, und einen Teil des Profits an die Regierung abführt. Offiziell ist der Ordnance Survey keine Behörde unter direkter Regierungskontrolle mehr, sondern eine zivile Organisation der Regierung (Executive Agency).
2009 wurde der Bau eines neuen Hauptquartiers am Adanac Park am Rand von Southampton begonnen, das 2011 fertiggestellt und bezogen wurde.

## Kartographie
Die Kartographie des ersten Surveys wurden unter Zuhilfenahme von Triangulation erstellt. Auch im zweiten Survey ab 1934 wurde diese Methode verwendet, indem man die Triangulationssäulen als Festpunkt benutzte, und die Einzelheiten in den Zwischenräumen mit weniger genauen Methoden ergänzte. Heute werden die meisten der Säulen nicht mehr genutzt, da die modernen Karten des Ordnance Survey auf Luftbildfotografien beruhen. Einige Festpunkte dienen heute als geodätische Referenzpunkte zur Anbindung der vorliegenden Daten an moderne Messsysteme, die unter anderem GPS verwenden.
Das auf den Karten des Ordnance Survey verwendete System von Koordinaten und Planquadraten bezeichnet man als National Grid.

## Wissenschaftliche geografische Forschung
Seit mehreren Jahrzehnten besitzt der Ordnance Survey eine Forschungsabteilung, die auf dem Feld geographischer Informationswissenschaften arbeitet, unter anderem
- Raumwahrnehmung
- Geosemantik
- Generalisierung von Karten
- Räumliche Datenmodellierung
- Fernerkundung und Analyse von Fernerkundungsdaten

Der Ordnance Survey besitzt eine Abteilung, die für den Dialog mit Forschungseinrichtungen und Universitäten zuständig ist, das Research and University Liaison Team. Dieses unterstützt Studierende und Doktoranden und führt gemeinsame Forschungsarbeiten durch. Für Universitäten existiert die Möglichkeit einer Teilnahme am so genannten Digimap-Programm, der den Studenten und Hochschulangehörigen den Zugang zu den Daten des Ordnance Surveys ermöglicht.

## Produkte
Der Ordnance Survey produziert eine große Anzahl von gedruckten und digitalen Kartenerzeugnissen.

### Freizeitkarten

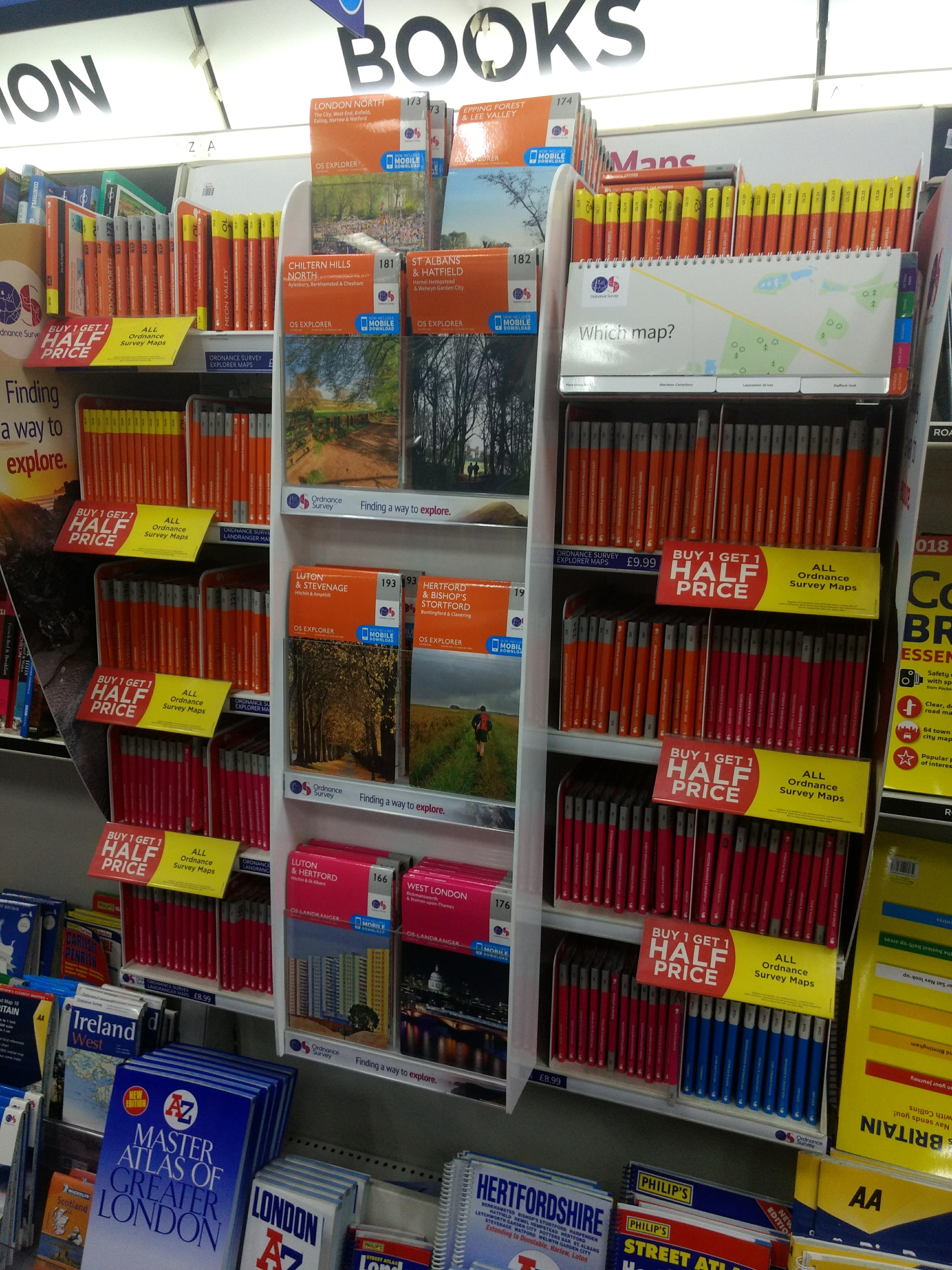

Die Freizeitkarten werden in verschiedenen Maßstäben herausgegeben:
- Route (Maßstab 1:625.000) ist für lange Fahrten bestimmt und besteht aus einer doppelseitigen Karte mit dunkelblauem Deckblatt, die ganz Großbritannien abdeckt. Die Produktion dieser Serie wurde Ende 2009 eingestellt.[18]
- Road (Maßstab 1:250.000) ist eine Straßenkarte mit grünem Deckblatt, acht Blätter decken ganz Großbritannien ab. Der Druck dieser Serie wurde Anfang 2010 eingestellt, die Karten sind nur antiquarisch verfügbar (letzte Revision aller Karten 2009)[19]
- Tour (Maßstab zirka 1:100.000, außer Schottland) deckt jeweils etwa die Fläche eine Grafschaft ab. Die Karten werden in der Regel aus Vergrößerungen der Karten im Maßstab 1:250.000 hergestellt. Sie zeigen die größeren und die meisten der kleineren Straßen und enthalten touristische Hinweise sowie ausgesuchte Wanderwege. Das Deckblatt ist himmelblau, insgesamt besteht die Reihe aus 23 Blättern.
- OS Landranger map (Maßstab 1:50.000) ist die „Allzweckkarte“. Sie zeigt alle Wanderwege und besitzt ein rosa Deckblatt. 204 Blätter decken ganz Großbritannien und die Isle of Man ab. Ausgewählte Blätter sind laminiert und wasserfest und werden unter der Bezeichnung OS Landranger Active map vertrieben.
- OS Explorer map (Maßstab 1:25.000) ist speziell für Radfahrer und Wanderer bestimmt und zeigt alle Wege und die meisten Einzelheiten der Landschaft. Die Reihe ist mit orangem Deckblatt ausgestattet und besteht aus 403 Blättern. Laminierte Karten dieser Kartenart laufen unter der Bezeichnung OS Explorer – Active Map. Bestimmte Bereiche mit besonderem Interesse, so etwa Lake District oder Black Mountains, umfassen einen größeren Bereich und tragen die Bezeichnung Outdoor Leisure.

### Sonderprodukte, abgeleitete und lizenzierte Produkte
Der Ordnance Survey bietet eine print-on-demand-Dienst unter dem Namen OS Select an. Die angeforderten Kartenausschnitte werden aus digitalen Rasterdaten erzeugt, so dass der Kunde den auszudruckenden Ausschnitt genau festlegen kann. Der Ausdruck ist entweder im Maßstab 1:50.000 (Kartenausschnitt 40 × 40 km) oder 1:25000 (20 × 20 km) erhältlich. Andere Maßstäbe sind bei einigen Verkaufsstellen ebenfalls on demand erhältlich, zum Beispiel 1:10.000 (Landplan) und 1:1.250 oder 1:500 (Siteplan). Durch Vergrößerung oder Verkleinerung können Karten in beliebigem Maßstab erzeugt werden.
Für Ausbildungs- und schulische Zwecke werden Reproduktionen von älteren Karten (1970 bis zirka 1990) angeboten. Diese Karten sind weit verbreitet und werden als Einzelprodukt oder im Bündel mit Schulbüchern angeboten. Weitere Reproduktionen von alten Karten des Surveys werden in Lizenz durch den Verlag Cassini Publishing Ltd. angeboten. Diese stammen aus der Mitte des 19. Jahrhunderts und sind auf 1:50.000 skaliert, neu projiziert auf die Kartenprojektion der OS Landranger-Serie und mit einem Koordinatengitter im Abstand von einem Kilometer versehen. Weitere Firmen bieten Lizenzprodukte auf CD oder DVD oder zum Download über das Internet an. Die begleitende Software ist GPS-tauglich und ermöglicht die Übertragung von Karten oder Kartenausschnitten auf Mobilgeräte.

### Die digitale OS MasterMap
2001 veröffentlichte Ordnance Survey die digitale OS MasterMap als Nachfolger der heute nicht länger unterstützten Software OS Landline. Es handelt sich um eine Datenbankanwendung, die in Zusammenhang mit einer GIS- oder CAD-Anwendung verwendet wird, und alle erfassten topographischen Merkmale Großbritanniens auf einer Karte darstellt. Jedes der Merkmale besitzt eine so genannte TOID (TOpographical IDentifier), eine eindeutige Datenbank-Bezeichnung (Primärschlüssel). Die OS MasterMap wird mit unterschiedlichen Themen-Layern angeboten, zum Beispiel einem Straßen-Layer oder einem Gebäude-Layer, die jeweils alle zu diesem Thema gehörenden Elemente samt ihren TOIDs enthält. Die Preisgestaltung hängt von der Größe des Kartenausschnittes, der Anzahl der Layer und der TOIDs sowie von der Dauer der Nutzung ab. Die Karten können in einer Genauigkeit ausgedruckt werden, die einem Maßstab von bis zu 1:1250 einer normalen Karte entspricht.
Der Ordnance Survey gibt an, dass die Daten der jeweils erhältlichen Version der Software nie mehr als sechs Monate veraltet sind. Ende 2009 waren mehr als 450 Millionen TOIDs vergeben.
Die Umstellung auf digitale Produkte hat zu einer merklichen Umsatzsteigerung des Ordnance Survey geführt. Im Jahr 2004 erzielte er mit traditionellen Druckerzeugnissen nur noch 18 % seines Umsatzes, die anderen 82 % wurden mit digitalen Produkten eingenommen.

## Datenzugang und Kritik
Der Großteil der öffentlichen Kritik am Ordnance Survey konzentriert sich auf die Tatsache, dass dieser faktisch ein Monopol auf geographische Daten im Vereinigten Königreich besitzt, obwohl er als Trading Fund wie ein Handelsunternehmen agiert. Dies bedeutet, dass er sich auf der einen Seite durch den Verkauf seiner Daten und der davon abgeleiteten Produkte finanzieren muss, während er auf der anderen Seite die Versorgung der Öffentlichkeit mit geographischen Daten sicherstellen soll.
1985 wurde eine Untersuchungskommission zum Umgang mit geographischen Informationen eingesetzt (Committee of Enquiry into the Handling of Geographic Information), die unter Berücksichtigung von Marktbedürfnissen und moderner Entwicklungen der Informationstechnologie innerhalb von zwei Jahren den Umwelts-Staatssekretär im zukünftigen Umgang mit geografischen Informationen im Vereinigten Königreich beraten sollte. Der Abschlussbericht wurde 1987 veröffentlicht. Der Bericht hob die Wichtigkeit von weitflächig zugänglichen geographischen Informationen hervor und empfahl eine Lockerung der Regierungspolitik in Bezug auf Verteilung der Informationen und Kostendeckung der Bereitstellung.
Im März 2006 startete die Technikabteilung der Zeitung The Guardian eine Kampagne zum freien Zugang zu den Daten (Free Our Data), die nach dem Beispiel der USA eine freie Verfügbarkeit der Rohdaten und auch der mit öffentlichen Mitteln finanzierten Datensammlungen für private und auch kommerzielle Zwecke forderte. Der Ordnance Survey begegnete dieser Kampagne unter anderem mit dem Argument, dass die Qualität frei verfügbaren Kartenmaterials in den USA aus Gründen mangelnder Finanzmittel nicht besonders hoch sei, und dass die ehemalige öffentliche Finanzierung das aktuelle Material kaum noch betreffe.
Am 7. April 2006 ging bei dem für die Geschäftsführung des Her Majesty’s Stationery Office zuständigen Office of Public Sector Information (OPSI) eine Beschwerde der in England und
Wales registrierten Datenmanagement-Firma Intelligent Addressing ein, deren Kritikpunkte das OPSI nicht alle, aber zum größten Teil aufgriff. Ein Kritikpunkt war, dass der Ordnance Survey eine Lizenzpolitik betreibe, die den Wettbewerb unnötig einschränke. Obwohl die Verhandlungen zwischen den beteiligten Parteien fortgesetzt wurden, bestand keine Verpflichtung für den Survey, den Empfehlungen des OPSI zu folgen.
Im August 2007 beauftragte der Ordnance Survey die politische Lobby-Firma Mandate Communications mit der Unterstützung bei der Abwehr der Free-Data-Kampagne und der Nachforschung, welche Politiker und Berater seinen Standpunkt unterstützten.
Im November 2009 kündigte Premierminister Gordon Brown an, dass Ordnance Survey-Daten „mittlerer Auflösung“ ab April 2010 zur freien Verwendung auch für kommerzielle Anwendung zugänglich gemacht würden. Am 23. Dezember 2009 begann dazu eine Beratung beim Department of Communities and Local Government.

### Zugang zu historischem Kartenmaterial
Historische Produkte des Ordnance Survey sind allgemein verfügbar, da die Gesellschaft dem Crown Copyright unterliegt: Werke mit einem Alter von mehr als 50 Jahren, einschließlich der historischen Aufnahmen von Großbritannien und Irland sowie ein großer Teil der New Popular Edition sind gemeinfrei. Dennoch besteht die Schwierigkeit darin, angemessene historische Vorlagen zu finden, da der Ordnance Survey keine dieser Karten auf frei nutzbarer Basis anbietet, sondern digital aufbereitete Produkte in Kooperation mit der Firma Landmark vertreibt. Dies steht im Gegensatz etwa zur aktuellen Vorgehensweise der Republik Irland, deren Ordnance Survey Ireland nicht nur reguläres Urheberrecht auf ihre gedruckten Karten anwendet, sondern auch auf die digitale Reproduktion historischer Karten.